# Доктор Сьюз
Теодо́р Сьюз Га́йсел, Теодо́р Зо́йс Га́йзель, Доктор Сьюз, Доктор Зойс (англ. Theodore Seuss Geisel, Dr. Seuss; 2 марта 1904, Спрингфилд (Массачусетс), США — 24 сентября 1991, Ла-Хойя) — американский детский писатель и мультипликатор.

## Биография
Теодор Гайсел родился в семье пивовара. Все его бабушки и дедушки были иммигрантами из Германии. Его дед долгие годы дожидался дня, когда он сможет возглавить семейное дело. Однако в день, когда он ушёл на пенсию, в США ввели сухой закон. Оставшись без работы, отец Теодора нанялся в местный зоопарк. Впоследствии он стал его директором, а также директором национального парка.
Детство писателя прошло в непосредственной близости от зоопарка, и он целыми днями проводил за рисованием его обитателей — разнообразных животных, изменяя их до неузнаваемости. Мать писателя, девичью фамилию которой — Сьюз — Теодор Гайсел выбрал в качестве своего псевдонима, поддерживала своего сына в его занятиях. Она разрешала маленькому Тео рисовать своих причудливых зверей на стенах мансарды и нахваливала его рисунки. Школьный учитель рисования, правда, не разделял мнения матери писателя. На одном из уроков он предсказал Гейзелю, что тот никогда не сможет научиться «нормально рисовать». Позже Доктор Сьюз окончил Дартмутский колледж, получив там степень бакалавра, и отправился учиться в Оксфорд, который впоследствии не закончил.
В своих дневниках Теодор Гайсел описывает пребывание в университете как бессмысленное времяпровождение, отвращавшее учеников от культуры. Теодору Гайселу, как истинному американцу, претила чопорность Оксфорда, слепое поклонение бессмысленным фетишам. Проучившись чуть больше года, Гайсел бросает Оксфорд и отправляется в путешествие по Европе, а вернувшись в Америку, начинает работать политическим карикатуристом и рекламным художником.
Однако именно в Оксфорде Теодор Гайсел встретил свою будущую жену — Хелен, которая стала его соавтором и верным другом.

### Во время Второй мировой войны
С началом войны Гайсел переключился на политические карикатуры, написав более 400 для левой нью-йоркской ежедневной газеты PM. Его карикатуры решительно поддерживали отношение президента Рузвельта к войне, призывали к мобилизации усилий и нередко содержали нападки на Конгресс (особенно Республиканскую партию), такие газеты как New York Daily News, Chicago Tribune, Washington Times-Herald и другие за критику Рузвельта и помощи Советскому Союзу, преследования коммунистов и другие непорядки, которые он понимал как ведущие к разобщенности и преднамеренно или непреднамеренно помогающие нацистам.

### Последующие годы
23 октября 1967 года из-за страданий от продолжительной борьбы с болезнями, включая рак, и эмоциональной боли от романа мужа с Одри Стоун Даймонд, его жена с 1927 года, Хелен Палмер Гайсел покончила жизнь самоубийством. Гайсел женился на Даймонд 21 июня 1968 года. Детей у Гайсела не было.
В 1980 году Гайсел получил Медаль Лоры Инглз-Уайлдер от Ассоциации библиотечного обслуживания детей (подразделения Американской библиотечной ассоциации) за «существенный и долгосрочный вклад в детскую литературу». В то время медаль вручалась раз в пять лет. В 1984 году Гайс удостоен особого упоминания Пулитцеровской премии за «полувековой вклад в образование и развитие американских детей и их родителей».

## Детский писатель
Уже став модным и высокооплачиваемым автором, Сьюз написал свою первую книгу: «На Тутовой улице». Он предлагал её в 28 издательствах и везде получал отказ. Единственным согласившимся издательством стал Random House.
История «На тутовой улице», картинки к которой нарисовал сам автор, имела большой успех, за ней последовали другие 40 книг Доктора Сьюза.
По ним были поставлены мультфильмы, радиоспектакли, мюзиклы. В Америке существует настоящий большой парк по мотивам его рисунков.
На сегодняшний день Доктор Сьюз — самый продаваемый детский писатель на английском языке (для маленьких детей, «Гарри Поттер» — это другая возрастная группа).
Самая продаваемая книга Доктора Сьюза — «Зелёные яйца и ветчина», но «Кот в шляпе» — это настоящая икона американской культуры. «Кота в шляпе» Доктор Сьюз написал, используя всего 236 слов, которые он заранее получил списком от заказчика. Предполагалось, что это именно те 236 слов, которые должны знать дети определённого возраста.
«Кот в шляпе» начал серию книг для самых маленьких, успешно вытеснивших книжки про «Дика и Джейн», заполонивших в 30-50 гг. все полки магазинов. Доктор Сьюз предложил детям игру вместо инструкций, безумную фантасмагорию вместо сухих описаний аккуратного быта, сюрреалистические приключения вместо тягучего и бессмысленного повествования. К тому же книги Сьюза были смешными и яркими.
В 1971 году вышла книга «Лоракс», где поднимался вопрос об ответственности бизнеса за уничтожение природы, деревьев и пороках общества потребления.
Завоевав в середине века сердца американских детей, Доктор Сьюз продолжает пользоваться популярностью. По его книгам учатся читать, его книга «Места, куда ты пойдёшь» является распространённым подарком.

## Экранизации
- 1966 — Как Гринч украл Рождество
- 1972 — Лоракс
- 1989 — Хроника бутербродной войны (The Butter Battle Book)
- 2000 — Гринч — похититель Рождества
- 2003 — Кот
- 2008 — Хортон
- 2012 — Лоракс
- 2018 — Гринч
- 2019—2022 — Зелёные яйца и ветчина

Сказки доктора Сьюза неоднократно экранизировались советскими мультипликаторами:
- 1966 — Я жду птенца
- 1984 — Кот в колпаке
- 1986 — Добро пожаловать!
- 1987 — Друзья мои, где вы?
- 1988 — Король черепах
- 1989 — Сничи
- 1992 — Я вас слышу

## Мультипликатор
По сценарию и по мотивам произведений Доктора Сьюза было поставлено множество мультфильмов. Мультфильм «Кот в шляпе» (англ. The Cat in the hat) был сделан при участии самого Доктора Сьюза. «Хроника бутербродной войны» (англ. The Butter Battle Book) — по его сценарию.

## Влияние на культуру и общество

Марка, посвященная лису в носках.

На сегодняшний день Доктор Сьюз — самый продаваемый на английском языке писатель для маленьких детей, по его книгам учатся читать.
- Ежегодно Американской библиотечной ассоциацией вручается «Награда Гейзеля» (Theodor Seuss Geisel Award). Ее получают «самые выдающиеся книги для начинающих читателей».
- Книгу «Места, куда ты пойдешь» дарят почти каждому американскому ребёнку на выпускной вечер.
- С 2008 действует The Lorax Project, приучающий детей ответственному отношению к природе.
- Книга «Лоракс» показана в фильме «Аватар» среди учебников, по которым учились английскому языку дети аборигенов фантастической планеты Пандора, по сюжету боровшихся против уничтожения среды своего обитания земными корпорациями.
- Лидер рок-группы 30 Seconds to Mars Джаред Лето, выступая режиссёром клипов группы, обозначал себя под псевдонимом «Бартоломью Каббинс», по имени одного из героев книг Сьюза[20]. Именем персонажа также назван сборник видеоклипов группы.
- В тексте песни «Death to all but metal» группы Steel Panther есть слова «Why do all my lyrics sound like Dr. Seuss?» («Почему все мои тексты звучат как Доктор Сьюз?»)